# توماس اوسترمایر

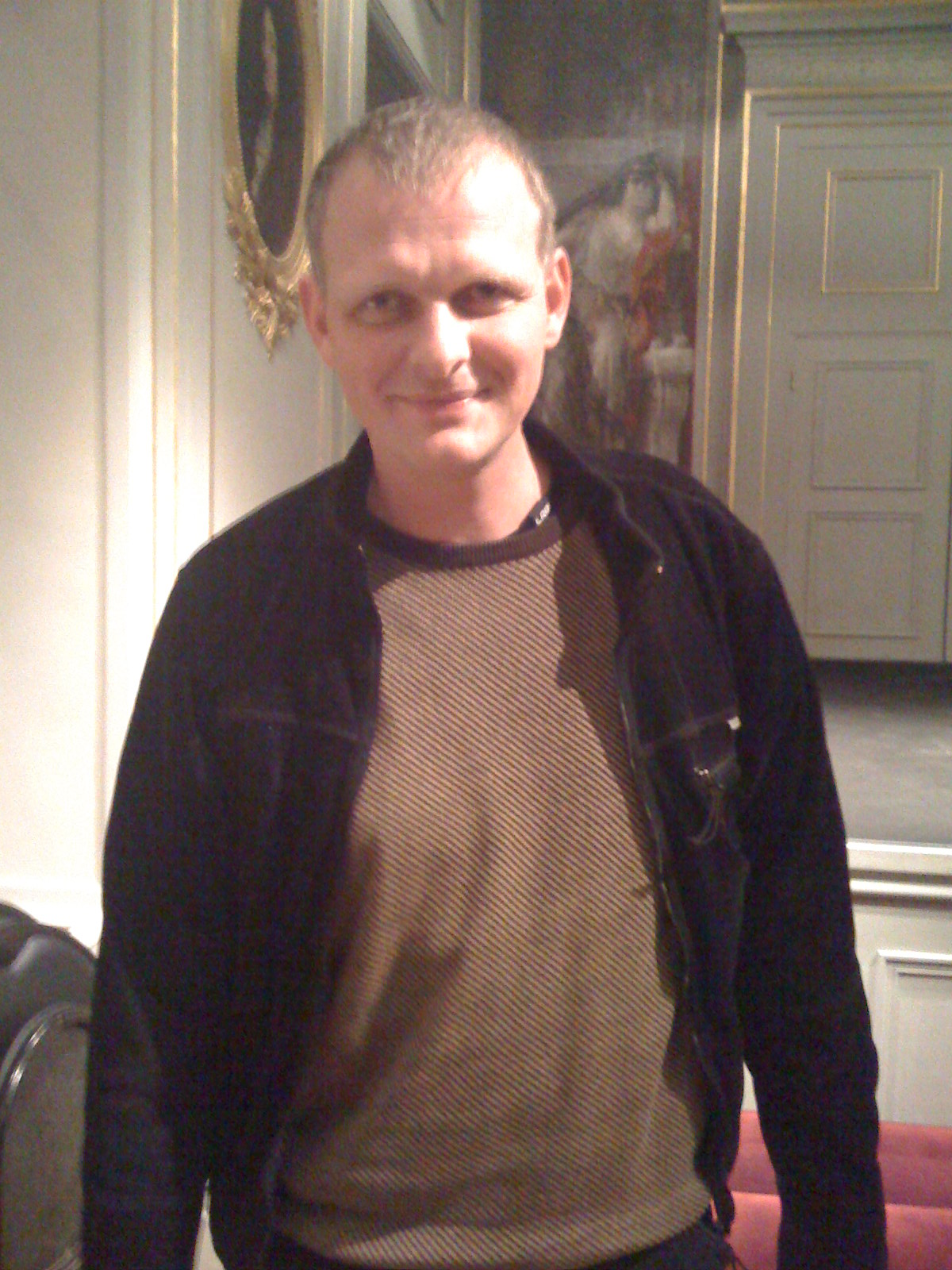
توماس اوسترمایر

توماس اوسترمایر (به آلمانی: Thomas Ostermeier) (متولد ۳ سپتامبر ۱۹۶۸ در زواتاو آلمان) یک کارگردان تئاتر است که عمده فعالیت‌های خود را با گروه هنری شابُنه انجام داده‌است. اوسترمایر کارگردانی تئاتر را در سال ۱۹۹۱ میلادی تحت نظر آینر اِشلف آغاز کرد. ژانر موردعلاقهٔ اوسترمایر واقع‌گرایی سرمایه‌دارانه است. این ژانر دارای ظرافت طبعی است که مخاطبانش را به سوی این فکر هدایت می‌کند که به زعم اوسترمایر مسبب و به وجود آورندهٔ خشونت مضاعف موجود؛ نظام سرمایه‌داری است. اوسترمایر این ژانر را که به صورت روانشناسه به واکاوی چالش‌برانگیز نظام سرمایه‌داری می‌پردازد را با برداشت از خط فکر نمایش‌نامه‌نویسان بریتانیایی همانند سارا کین و مارک رونهیل الهام گرفته‌است.
از مهم‌ترین و شاخص‌ترین آثار کارگردانی شده او در عرصهٔ تئاتر، نمایش‌نامه هدا گابلر اثر هنریک ایبسن و همچنین نمایش‌نامه هملت اثر ویلیام شکسپیر است که به صورت برداشتی آزاد و نوین به اجرا در می‌آید. دراماتورژی این اجرا بسیار آشفته‌است که هدف اوسترمایر از این امر را می‌توان در هویدا ساختن آشفتگی درونی و کنایه دراماتیک‌وار نهفته در بطن این نمایش‌نامه جستجو کرد.
نمایش هملت در زمستان سال ۲۰۱۶ (بهمن ماه ۱۳۹۴ خورشیدی) در سی‌وچهارمین جشنواره بین‌المللی تئاتر فجر در تالار رودکی به اجرا درآمد.